# Return to Fantasy
《Return to Fantasy》는 1975년 6월 13일, 브론즈 레코드가 발매한 영국의 하드 록 밴드 유라이어 힙의 여덟 번째 스튜디오 음반이다. 이 음반은 1975년 초에 게리 타인을 대체한 새로운 베이시스트로 존 웨튼이 참여한 두 음반 중 첫 번째 음반이다.

## 반응
| 전문가 평가                      | 전문가 평가 |
| 평가 점수                        | 평가 점수   |
| 출처                             | 점수        |
| -------------------------------- | ----------- |
| AllMusic                         | [ 1 ]       |
| Collector's Guide to Heavy Metal | 5/10        |

《Return to Fantasy》는 회고적 올뮤직 리뷰에서 "《Sweet Freedom》과 《Wonderworld》를 표명한 음악적 실험은 유지하지만, 전반적으로 하드 록 느낌이 있어 그 음반들 중 어느 하나보다 일관성이 있다"고 말했다. 그는 이 음반의 일부 "바쁜 장르"를 비판하며 "결국 《Return to Fantasy》는 《Demons and Wizards》와 같은 최고 선반 유라이어 힙 고전의 일관성이 부족하지만 그룹의 팬들을 기쁘게 할 수 있는 강하고 호감 가는 음반으로 남아 있다"고 결론지었다. 캐나다 언론인 마틴 포포프의 리뷰는 이 음반의 녹음에 대해 "거침없지만 얇은 오르간과 엉성한 드럼 연주에 지배적"이라며 "멀고 확신하지 않은 바이런의 연주에 대해서는 "불꽃의 흔적도 없이 완전히 표류했다"고 평가했다.

## 곡 목록
| #  | 제목                  | 작사·작곡                              | 재생 시간 |
| -- | --------------------- | -------------------------------------- | --------- |
| 1. | 〈Return to Fantasy〉 | 켄 헨슬리, 데이비드 바이런             | 5:52      |
| 2. | 〈Shady Lady〉        | 헨슬리, 믹 복스, 바이런, 리 커슬레이크 | 4:46      |
| 3. | 〈Devil's Daughter〉  | 바이런, 박스, 헨슬리, 커슬레이크       | 4:48      |
| 4. | 〈Beautiful Dream〉   | 헨슬리, 바이런, 복스, 커슬레이크       | 4:52      |

| #  | 제목                      | 작사·작곡                        | 재생 시간 |
| -- | ------------------------- | -------------------------------- | --------- |
| 5. | 〈Prima Donna〉           | 바이런, 복스, 커슬레이크, 헨슬리 | 3:11      |
| 6. | 〈Your Turn to Remember〉 | 헨슬리                           | 4:22      |
| 7. | 〈Showdown〉              | 헨슬리, 바이런, 복스, 커슬레이크 | 4:17      |
| 8. | 〈Why Did You Go〉        | Why Did You Go                   | 3:53      |
| 9. | 〈A Year or a Day〉       | 헨슬리                           | 4:22      |

## 인증
| 국가                       | 인증 | 판매량/출하량 |
| -------------------------- | ---- | ------------- |
| 영국 (BPI)                 | 실버 | 60,000^       |
| ^출하량을 기반으로 한 인증 |      |               |